# فرانچسکو سیگنوری
فرانچسکو سیگنوری (انگلیسی: Francesco Signori؛ زادهٔ ۲۶ اکتبر ۱۹۸۸) بازیکن فوتبال اهل ایتالیا است.
از باشگاه‌هایی که در آن بازی کرده‌است می‌توان به باشگاه فوتبال مودنا، باشگاه فوتبال نووارا، باشگاه فوتبال سمپدوریا، و باشگاه فوتبال ویچنزا اشاره کرد.